# Grote Prijs Jef Scherens 1987
Il Grote Prijs Jef Scherens 1987, ventiduesima edizione della corsa, si svolse il 20 settembre 1987 su un percorso di 208 km, con partenza e arrivo a Lovanio. Fu vinto dal belga Ronny Van Holen della Lucas-Mullers-Orbea davanti ai suoi connazionali Dirk Clarysse e Wilfried Peeters.

## Ordine d'arrivo (Top 10)
| Pos. | Corridore        | Squadra                         | Tempo    |
| ---- | ---------------- | ------------------------------- | -------- |
| 1    | Ronny Van Holen  | Lucas-Mullers-Orbea             | 5h23'00" |
| 2    | Dirk Clarysse    | TeVe Blad-Eddy Merckx           |          |
| 3    | Wilfried Peeters | Sigma                           |          |
| 4    | Werner Devos     | Lucas-Mullers-Orbea             |          |
| 5    | Dick Dekker      | Transvemij-Van Schilt-Floorgres |          |
| 6    | Koen Van Rooy    | Roland-Skala-TW                 |          |
| 7    | Martin Schalkers | Transvemij-Van Schilt-Floorgres |          |
| 8    | Patrick Roelandt | Roland-Skala-TW                 |          |
| 9    | Bruno Geuens     | Roland-Skala-TW                 |          |
| 10   | Jan Bogaert      | Transvemij-Van Schilt-Floorgres |          |